# علی مردان (خواننده)
علی مردان (به کردی: عەلی مەردان) (زادهٔ ۱۹۰۴ در کرکوک – درگذشته ۲۴ ژوئیه ۱۹۸۱ در بغداد) موسیقی‌دان، آهنگساز، خواننده، مقام‌دان و عودنواز کُرد اهل عراق بود. از او به عنوان «استاد مقامات» یاد می‌شود. مرکز مقامات علی مردان در کرکوک به یاد او ساخته شده است. مردان در دهه ١٩٣٠ فعالیت خود را در بخش کردی رادیو بغداد شروع کرد و مقامات کردی بسیاری در آنجا ضبط نمود.

## زندگی هنری
علی مردان به عنوان نوازندۀ عود در ارکستر ملی عراق سفری به مصر داشت و همراه آن ارکستر در جشنوارۀ موسیقی قاهره، به اجرای برنامه پرداخت. پس از آن در کشورهای سوریه، لبنان، فلسطین برنامه‌های متعددی اجرا کرد و از این طریق جهان عرب را با موسیقی کُردی آشنا ساخت.
سال ۱۳۳۹ برای علی مردان سرشار از افتخار بود، چرا که در همین سال جایزۀ نخُست رشتۀ آهنگسازی جشنوارۀ هنری را به خود اختصاص داد. در همین رابطه باید اذعان داشت که اساتید موسیقی کُردی بیش از آنکه در عرصۀ خوانندگی از وی به عنوان استاد نام ببرند، معتقدند که او استادی بی‌بدیل در گسترۀ آهنگسازی بوده است و در این رشته دارای شیوه و سیاق خاص خود و متمایز از دیگران بوده‌است، چنانکه از وی به عنوان آهنگسازی صاحب‌سبک یاد می‌کنند.

## کپی از آثار
در موارد زیادی در موسیقی ایرانی دیده‌شده است که آهنگسازان و خوانندگان ایرانی از آثار علی مردان استفاده می‌کنند و هیچگونه اشاره‌ای به اصل آن ملودی نمی کنند.
- تصنیف «عاشقان مست‌اند و ما دیوانه‌ایم» با خوانندگی محمدرضا شجریان در آلبوم انتظار با آهنگسازی محمدعلی کیانی نژاد (بر اساس آهنگ «فاتیمه»)
- تصنیف «بی‌قرار» با خوانندگی شهرام ناظری و آهنگسازی جلیل عندلیبی (بر اساس آهنگ «فاتیمه»)
- تصنیف «ای مجلسیان»، پرویز مشکاتیان در آلبوم «افشاری مرکب» با خوانندگی ایرج بسطامی بر اساس آهنگ «نازیله»

## مرگ
علی مردان در سال‌های پایانی زندگی از بیماری تنگی عُروق رنج می‌بُرد و بر اثر همین بیماری و عارضۀ قلبی در سحرگاه روز ۲۴ ژوئیۀ ۱۹۸۱ (۱۲ تیر ۱۳۶۰) در بیمارستان ابن النفیس بغداد دیده از جهان فروبست و در گورستان شیخ محی‌الدین در زادگاهش شهر کرکوک به خاک سپرده شد.

## یادبود

در سال ۲۰۲۰ وزارت فرهنگ و جوانان اقلیم کردستان در عراق برای بزرگداشت علی مردان خواننده و موسیقی‌دان کُرد تندیسی از وی را در شهر کرکوک نصب کرد. این تندیس که توسط مجسمه‌ساز کُرد «سامان ابوبکر» ساخته شده در «مرکز فرهنگی کرکوک» در محلۀ بَرتکیه در کرکوک -زادگاه علی مردان- نصب شد و در روز ۸ دسامبر ۲۰۲۰ طی مراسمی رونمایی شد.